# Svastics János
Bocsári Svastics János (Szentgáloskér, 1802. május 20. – Keszthely, 1873. december 14.), zeneszerző, táblabíró, földbirtokos.

A bocsári Svastits család címere

## Élete
A római katolikus nemesi bocsári Svastits családban született. Apja bocsári Svastics Antal (1774-1832), táblabíró, földbirtokos volt, anyja jobaházi Dőry Jozefa volt. Az apai nagyszülei bocsári Svastics Antal (1748-1797), somogyi adószedő, földbirtokos és vizeki Tallián Magdolna (1756-1824) voltak. Az 1850-es évektől Keszthelyen és Zalaegerszegen élt. Ismert zeneszerzőként alkotott, a magyar műzene egyik megalapítójának tekintették. Keszthelyi házában olyan híres zeneszerzők is megfordultak, mint Liszt Ferenc. Darabjai a "Veszprém vármegyei Nóták"-ban, a "Róth-krepf-féle Flórában" és "Hunniában", az "Aradi Vészlapokban" és önállóan jelentek meg. Több tánca Bodó Károly gyűjteményében maradt fenn.
1847.-ben a Liberális zalai ifjak a forradalom előestéjén Degré Alajos visszaemlékezésében is előfordul Svastics János: "Rosszul számítottam, hogy majd Csúzy Palinál dolgozni fogok. Pali szeretett mulatni, s ha a kastély nem volt tele vendéggel, mi ültünk lóra, s bejártuk a vármegyét. Ily élvezetek mellett háttérbe szorult a munkakedv; Letenyén gróf Andrássy Aladár kastélyában feledte az ember, hogy más is van a világon, mint öröm és élvezet; Belatinszen Ghica György kiapadhatatlan jókedvével elragadta vendégeit; Inkey Kázmér, ki spanyol grand módjára bikaviadalt rendezett, s mint viador maga állt ki, le is győzte a megszilajult bikát. Inkey Muki [János] meg oly vendégséget adott, melyen az egész megyei ifjúság megjelent. Én aztán időt szakítottam magamnak, elmentem az öreg Svastics Jánoshoz, ki megtette azt, amit senkinek sem szokott, elővette hegedűjét, s azokból az ő szívhez szóló, s lelket elandalító szerzeményeiből annyi művészet-, érzés- s magyaros eredetiséggel játszott, hogy ott tudtam volna feledni magamat a végtelenségig. Végre a mulató társaság fölfedezte, hol vagyok, kiragadott szellemvilágomból, s visszavittek a terített asztalhoz. Minő tűzrőlpattant fiatalság volt ez ! Csúzy Pali, Inkey Kázmér, Inkey Muki, Dőry Pali és János, Csillagh László, Bottka Mihály, Püspöky Gráci, Skoblics Laci, Báthor Géza, gróf Schmiedegg Kálmán, Csányi Elek stb. Annak idején mily kitűnő honvédek lettek."

## Házassága és gyermekei
1828. október 19-én Szentpéterúron feleségül vette a zalai nemesi származású Csertán Krisztina (Nemesszer, 1806. június 19.–Zalaegerszeg, 1888. január 15.) kisasszonyt, akinek a szülei nemes Csertán Károly (1768-1832), táblabíró, a kapornaki járás főszolgabírája, aki 1827. november 12.-én Zala vármegye helyettes alispánjaként tevékenykedett, földbirtokos és felsőapáti Vargha Rozália (1775-1848) voltak. A menyasszonynak az apai nagyszülei nemes Csertán László (1734-1787), nemesszeri lakós, és a Hahót-Buzád nembeli csányi Csány Rozália (1740-1783) voltak. A menyasszony fivére Csertán Sándor, táblabíró, országgyűlési képviselő, földbirtokos; a húga pedig nemes Csertán Zsuzsanna (1807-1887), akinek a férje, nemes Glavina Lajos, zalai főispán, földbirtokos. Svastics János és Csertán Krisztina frigyéből született:
- bocsári Svastics Ilona (Kér, Somogy vármegye, 1830. szeptember 6.–Nagykanizsa, 1888. július 29.).[8] Férje: balatonfüredi Vargha Imre (Rábahídvég, 1826. augusztus 29.–† Balatonfüred, 1894. november 27.), honvéd-ezredes, Zala vármegye főszamvevője.
- bocsári Svastics Károly. Felesége, nagymádi és várbogyai Bogyay Paula.
- bocsári Svastics Rozália. Férje, Spur János.
- bocsári Svastits Benő (Gelse, Zala vármegye, 1833. december 9. – Budapest, 1910. augusztus 31.) jogász, Zala vármegye főispánja, földbirtokos, zalavölgyi vasút alelnöke, 1848-as honvédhadnagy, a "Zalavármegyei Gazdasági Egyesület"nek a tagja.[9][10] Felesége, bocsári Svastics Paula (Szentgáloskér, 1838. december 18.–Szentgáloskér, 1913. december 1.).
- bocsári Svastics Hugó. 1.f. egyházasbüki Dervarics Irén. 2.f. vizlendvai Vizlendvay Viktória.
- bocsári Svastics Emília. Férje, bánfalvi Juhász Kálmán.

## Művei
F. m.: Emlék hangok ; Enyelgő ; Honfi álmai ; Huszár csárdás ; Ida csárdás ; Kálmán csárdás ; Balatonfüredi csárdás ; Keszthelyi emlék induló ; Kedélyes ; Kemenesalji emlék ; Nefelejcs ; Rustyán emlék ; Szigligeti emlék ; Üdvözlő ; Zalabéri búcsú.
Irod.: Emlékezés a keszthelyi temető egyik lakójáról. In.: Keszthely és Vidéke. 1944. szeptember 2. 3. p. – ZL. 1965. 3. köt. 427. p. – Leszler József: Nótakedvelőknek. 1986. 332. p. – ZÉK. 2005. 246. p.